# Власфимия
«Власфими́я» (др.-рус. власфимиꙗ, др.-греч. βλασ-φημία — злословие, хула, поношение, кощунство от βλάπτω — повреждать, наносить ущерб, вредить, нарушать + φήμη — речь, слова) — русский компилятивный трактат, составленный не ранее первой четверти XIV века, бо́льшая часть статей которого объединена темой обличения симонии.

## Текстология
Полное заглавие этого древнерусского сборника: «Книги нарицаемые Власфимия, рекше хулы на еретики, главы различные от Евангельски и от канон святых апостол и отец, в них же обличение Богом ненавистных злочестивых духопродажных ересей. Глав 67».
Всего известно два списка. Древнейший, начала XV века, находится в составе полемического «Трифоновского сборника». Другой — в составе «Потребника митрополита Макария». В оглавлениях списков указаны 67 глав, однако «Трифоновский сборник» содержит 62 главы (пропущены главы 63—67), состоящие из 105 статей, «Потребник» — 65 глав (пропущены главы 22-я и 63-я), состоящие из 64 статей. Полностью совпадают в списках тексты 53 глав.

## Источниковедение
А. С. Павлов, Пл. Соколов и В. А. Кучкин связывают происхождение произведения с Переяславским собором 1311 года, на котором сторонники великого князя Михаила Ярославича Тверского хотели осудить митрополита Петра. А. Д. Седельников и А. И. Клибанов считали, что Власфимия" сформировалась в среде стригольников. Имеются факты, которые, по мнению А. И. Алексеева, могут свидетельствовать о создании и первоначальном бытовании произведения в Твери. «Власфимия» содержит единственный известный список «Написания о поставляющих мзды ради», созданного противником митрополита Петра монахом Акиндином между 1310 и 1314 годами и адресованного князю Михаилу, а также адресованное тому же князю послание патриарха Нифонта I. Существуют аргументы и в пользу московского происхождения произведения: в 66-й главе упоминается великий князь Иван Калита.

## Состав и источники
Основную часть компиляции составляют статьи канонического содержания. Приведены правила Вселенских и поместных соборов, правила святых апостолов и святых отцов, Прохирон, отрывки из книг Исаии и Иезекииля, толковых Евангелий, Деяний святых апостолов, Посланий апостола Павла к Коринфянам с толкованиями папы Григория I Великого и Иоанна Златоуста, выписки из трудов Иоанна Златоуста, Василия Великого, Григория Богослова, Ефрема Сирина, Анастасия Синаита, Исидора Пелусиотского, отрывки из посланий константинопольских патриархов Тарасия и Геннадия I, «Лествицы» Иоанна Лествичника, житий Иоанна Златоуста, Пахомия Великого, апокрифическое Правило 165 святых отцов «об обидящих Божия церкви» и др.
Статьи канонического содержания заимствованы из Кормчей — Номоканона XIV титулов без толкований и Кормчей русской редакции, (предположительно Варсонофьевской, с комментариями и полными текстами правил. Другие источники произведения включают че́тьи сборники, типа «Златой цепи» и возможно, переводы с латыни («Правило 60 святых отцов, сшедшихся в граде Риме»).
Главы 63—67 составлены на основе русских источников: «Правило митрополита Кирилла II», «Послание Константинопольского Патриарха Нифонта великому князю Михаилу», «Написание о поставляющих мзды ради» Акиндина, «О церковных судех», «Послание Киевского митрополита Никифора к великому князю Владимиру». Эти сочинения лишены тематического единства: 63-я глава доказывает законность ставленых пошлин, 64-я и 65-я главы называют эти пошлины симонией, 67-я посвящена полемике с латинянами.

## Содержание
Основные темы включат вопросы об объёме дисциплинарной власти архиерея по отношению к подвластному ему духовенству и священника по отношению к своей пастве, о правомерности взимания ставленых пошлин и платы за требы, об отношении к заподозренным в ереси. Наряду с обличением симонии важное место во занимает тема обличения недостойных пастырей, наиболее ярко раскрытая в 44-й главе («Слово Иоанна Златоуста о лживых учителях»), что сближает произведение со второй редакцией «Измарагда». Произведение также содержит осуждение «еретических писаний», лжепророчеств, волхвования и др..

## Публикации отдельных глав
- Тихонравов Н. С. Летописи русской литературы и древности. — М., 1862. — Т. 4. — С. 105—112.
- Гальковский Г. Борьба христианства с остатками язычества в Древней Руси. — М., 1913. — Т. 2.
- Два послания к великому князю Михаилу Ярославичу Тверскому: Константиноп. патриарха Нифонта I и рус. инока Акиндина — о поставлении на мзде / Предисл.: [А. С. Павлов] // Православный собеседник. — 1867. — Ч. II. — С. 236—253.
- То же // Памятники древнерусского канонического права. — Ч. 1: (Памятники XI—XV в.). — 2-е изд. — СПб., 1908. — Стб. 147—158.
- Слово о лживых учителях // Клибанов А. И. Духовная культура средневековой Руси. — М.: Аспект пресс, 1996. — С. 306—309.